# Cyrtaucheniinae
Cyrtaucheniinae Simon, 1892 è una sottofamiglia di ragni appartenente alla Famiglia Cyrtaucheniidae.

## Distribuzione
I due generi oggi noti di questa sottofamiglia sono diffusi nei paesi dell'area mediterranea e in Sudafrica.

## Tassonomia
Attualmente, a giugno 2012, gli aracnologi sono concordi nel suddividerla in due generi:
- Cyrtauchenius Thorell, 1869 — Mediterraneo (Algeria, Italia, Sicilia, Creta) (17 specie)
- Homostola Simon, 1892 — Sudafrica (5 specie)